# پیلونفریت
پیلونفریت (به انگلیسی: pyelonephritis) عفونت دستگاه توبولوانترستیشیال کلیه را معمولاً تحت عنوان پیلونفریت شناسایی می‌کنند. در این حالت التهاب باعث درگیری مجاری جمع‌کننده ادرار و پارانشیم کلیه می‌شود. همچنین یکی از علل ابتلا به هماچوری غیر گلومرولی می‌باشد.

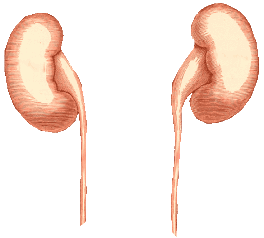
آناتومی کلیه و مجاری ادراری

## انواع
- پیلونفریت حاد
- پیلونفریت مزمن
- پیلونفریت گرانولوماتوز
- پیلونفریت گزانتوگرانولوماتوز
- پیلونفریت آمفیزماتوس

## زمان بروز
این بیماری در سه پیک سنی شیوع بیشتری دارد:
- دوران کودکی
- زنان در سنین باروری
- مردان و زنان بالای ۶۰ سال

هر دو نوع پیلونفریت حاد و مزمن می‌توانند با نقایص انسدادی، اکتسابی یا مادرزادی مجاری ادراری تحتانی همراهی داشته باشند.